# Драник (Долж)
Драник (рум. Drănic) насеље је у Румунији у округу Долж у општини Драник. Oпштина се налази на надморској висини од 93 m.

## Становништво
Према подацима из 2011. године у насељу је живело 1296 становника.